# Namibian Theatre and Film Awards
Die Namibian Theatre and Film Awards sind die wichtigste Auszeichnung für Film- und Theaterschaffende in Namibia. Sie werden alle zwei Jahre seit 2010 von der Filmmakers Association of Namibia in Kooperation mit der namibischen Filmkommission und dem Nationaltheater vergeben.

## Gewinner

### Film
| Rubrik                    | 2010 | 2012                        | 2014                                                | 2016                                       | 2019                                                                           |
| ------------------------- | ---- | --------------------------- | --------------------------------------------------- | ------------------------------------------ | ------------------------------------------------------------------------------ |
| Bester Film               |      | Try                         |                                                     | Katutura                                   |                                                                                |
| Bester erzählender Film   |      |                             | Tjitji – The Himba Girl                             | Katutura                                   | Hairareb                                                                       |
| Beste Dokumentation       |      | Born in Etosha              | Paths to Freedom                                    | The Mbunza of the Kavango                  | Another Sunny Day (Haiko Boldt, Tim Hübschle)                                  |
| Beste Hauptdarstellerin   |      | Sheena Swartz               | Anna Louw (My Best Interest: Stinky Boy)            | Odile Müller (Katutura)                    | Camilla Jo-Ann Darles (Baxu and the Giants)                                    |
| Bester Hauptdarsteller    |      | Jens Schneider (Dead River) | Dawie Engelbrecht (Now That I Can Talk About It)    | Chops Tshoopara (Katutura)                 | David Ndjavera (Hairareb)                                                      |
| Bestes Produktionsdesign  |      | Pirouz Ghayouri             | Tanya Stroh (Coming Home)                           | Tanya Stroh (Katutura)                     | Tanya Stroh (Baxu and the Giants)                                              |
| Bester Direktor/Regisseur |      | Joel Haikali                | Florian Schott (Everything Happens for a Reason)    | Florian Schott (Katutura)                  | Oshiveli Shipoh (Hairareb)                                                     |
| Bester neuer Direktor     |      |                             |                                                     | Oshoveli Shipoh (Painted Scars)            | Desiree Kahikopo (The White Line)                                              |
| Bestes Drehbuch           |      | Sophie Mukenge Kabango      | Ingrid Kinda und Krischka Stoffels (Coming Home)    | Obed Emvula, Florian Schoot (Katutura)     | Michael Pulse (The White Line)                                                 |
| Bester Ton und Musik      |      | David Benade                | Guy Steer und Catherine Meyburgh (Paths to Freedom) | Wojtek Majewski, Sonja Majewski (Katutura) | Christof van Niekerk, David Benade, Shishani, Tim Hübschle (Another Sunny Day) |
| Beste Kamera              |      |                             |                                                     | Kit Hoffman (The Harvest: Prometheum)      | Robert Scott (Baxu and the Giants)                                             |
| Bester Schnitt            |      | Haiko Boldt                 | Haiko Boldt (Everything Happens for a Reason)       | Errol Geingob                              | Robert Scott (Baxu and the Giants)                                             |
| Bestes Video              |      |                             | Jana Eleanor Brückner (Undefended, Tonetic)         | Liberty Verbaan (Black Man, Elemotho)      | Andrew Robson (Martyr, Vaughn Ahrens)                                          |
| Publikumspreis            |      | 100 bucks                   | Andrew Botelle (Waterberg to Waterberg)             | Katutura                                   | The White Line                                                                 |
| Lebenswerk                |      | Des Bartlett, Jen Bartlett  | Paul van Schalkwyk und Stanley van Wyk              | John Pindalo                               | Nǃxau                                                                          |
| Studentenfilm             |      |                             |                                                     |                                            | NDF Survival Kit (Tapiwa Makaza)                                               |
| Kinematographie           |      |                             |                                                     |                                            | Bernd Curschmann (Invisibles)                                                  |

### Theater
| Rubrik                                    | 2010 | 2012                                    | 2014                    | 2016                                              | 2019                                           |
| ----------------------------------------- | ---- | --------------------------------------- | ----------------------- | ------------------------------------------------- | ---------------------------------------------- |
| Bestes Theaterstück                       |      |                                         | The Lesson              | Dutchman                                          | Every Woman                                    |
| Bestes Musical                            |      |                                         |                         | District Six                                      | Every Woman                                    |
| Bester Hauptdarsteller                    |      | Armas Shivute Armas (The Shebeen Queen) | Ndinomholo Ndilula      | Adriano Visagie (One Flew Over The Cuckoo’s Nest) | Ndinomholo Ndilula (Tale of roses in concrete) |
| Beste Hauptdarstellerin                   |      | Joalette De Villiers (The Story of Red) | Nelago Shilongoh        | Lize Ehlers (Meisie van Mariental)                | Hazel Hinda (A Raisin in the Sun)              |
| Beste neue Schauspielerin                 |      | Brumilda English                        |                         | Carol Lee Peters                                  | Mikiros Garoes (Black Coffee, White Porridge)  |
| Bestes Drehbuch                           |      |                                         |                         | Jenny Kandenge (Ominous)                          | Lloyd Winini (The Nuthouse)                    |
| Bestes angepasstes Drehbuch               |      |                                         |                         |                                                   | Nelago Shilongoh (Fences)                      |
| Bester Direktor/Regisseur                 |      | David Ndjavera                          | Sandy Rudd (The Lesson) | David Ndjavera (Nothing But The Truth)            | Senga Brockerhoff (Every Woman)                |
| Bester neuer Direktor/Regisseur           |      | Blessing Mbonambi                       | Zindri Swartz           | Nelagoh Shilongoh (Dutchman)                      | Lloyd Winini (The Nuthouse)                    |
| Bester Nebendarsteller                    |      | Haymich Olivier                         |                         | David Ndjavera (Nothing But The Truth)            | Jennifer Timbo (Every Woman)                   |
| Bestes Bühnenbild, Ausstattung und Kostüm |      | Joseph Molapong                         |                         | David Ndjavera (Nothing But The Truth)            | Sepiso Mwange (A Raisin in the Sun)            |
| Lebenswerk                                |      | Laurida Olivier-Sampson                 |                         |                                                   |                                                |

### Sonstige
| Rubrik       | 2019                          |
| ------------ | ----------------------------- |
| Lebenspreis  | Hans Reinhardt Banana Shekupe |
| Sonderpreis  | Brian Ford                    |
| Unterstützer | B2Gold Ohlthaver & List       |

## Anmerkung
1. ↑  Anmerkung: Dieser Artikel enthält Schriftzeichen aus dem Alphabet der im südlichen Afrika gesprochenen Khoisansprachen. Die Darstellung enthält Zeichen der Klicklautbuchstaben ǀ, ǁ, ǂ und ǃ. Nähere Informationen zur Aussprache langer oder nasaler Vokale oder bestimmter Klicklaute finden sich z. B. unter Khoekhoegowab.